# Yakhouba Diawara
Yakhouba Diawara (pronunciado ya-KOO-ba DEE-a-WA-ra; nacido el 29 de agosto de 1982 en París) es un exjugador de baloncesto francés. Con 2,01 metros de altura, jugaba en la posición de alero.

## Carrera
Procedente de la Universidad de Pepperdine, firmó con Denver Nuggets en verano de 2006, donde ha promediado en su primera campaña 4.4 puntos por partido y 1.7 rebotes. 
En las Toshiba Vegas Summer League de 2006 promedió 11.8 puntos y 3 rebotes. Antes de fichar por la NBA, jugó en Francia y en Italia.
El 7 de agosto de 2008 fichó por Miami Heat. 
En julio de 2010, Diawara firmó con el Enel Brindisi de Italia.
[actualizar]

## Selección nacional
Diawara representó a Francia a nivel nacional.
En el nivel juvenil formó parte del combinado que se consagró campeón del Eurobasket Sub-18 de 2000 en Croacia, y del que finalizó en la tercera ubicación en el Eurobasket Sub-20 de 2002 en Lituania.
Con la selección absoluta disputó dos ediciones del Eurobasket (España 2007 y Polonia 2009) e integró el plantel que participó del torneo de baloncesto masculino de los Juegos Olímpicos de Londres 2012, el cual culminaría el certamen en la sexta posición. 

## Estadísticas de su carrera en la NBA

### Temporada regular
| Año     | Equipo | PJ  | PT | MPP  | %TC  | %3P  | %TL  | RPP | APP | ROB | TPP | PPP |
| ------- | ------ | --- | -- | ---- | ---- | ---- | ---- | --- | --- | --- | --- | --- |
| 2006-07 | Denver | 64  | 19 | 18.4 | .342 | .288 | .660 | 1.7 | .9  | .5  | .1  | 4.4 |
| 2007-08 | Denver | 54  | 14 | 10.0 | .410 | .318 | .710 | 1.1 | .7  | .2  | .1  | 2.8 |
| 2008-09 | Miami  | 63  | 21 | 13.5 | .350 | .313 | .526 | 1.3 | .4  | .2  | .1  | 3.4 |
| 2009-10 | Miami  | 6   | 2  | 7.3  | .200 | .167 | .000 | .7  | .5  | .2  | .0  | .8  |
| Total   | Total  | 187 | 56 | 14.0 | .357 | .301 | .650 | 1.4 | .7  | .3  | .1  | 3.5 |

### Playoffs
| Año   | Equipo | PJ | PT | MPP | %TC  | %3P  | %TL  | RPP | APP | ROB | TPP | PPP |
| ----- | ------ | -- | -- | --- | ---- | ---- | ---- | --- | --- | --- | --- | --- |
| 2007  | Denver | 1  | 0  | 1.0 | .000 | .000 | .000 | .0  | .0  | .0  | .0  | .0  |
| 2008  | Denver | 3  | 0  | 2.7 | .400 | .000 | .000 | .3  | .0  | .0  | .0  | 1.3 |
| 2009  | Miami  | 5  | 0  | 4.2 | .333 | .000 | .000 | 1.0 | .0  | .2  | .0  | .4  |
| Total | Total  | 9  | 0  | 3.3 | .375 | .000 | .000 | .7  | .0  | .1  | .0  | .7  |